# 杨再思 (五代)
杨再思（860年—954年），叙州（今湖南省洪江市西南）人，唐朝末年到五代十国时期飛山蛮的首長。楊居本之子。912年，叙州改为誠州，他将儿子10人在叙州分封，号称十峒蛮酋。在五代后周被朝廷册封任命。
杨再思是唐末五代诚州、徽州峒首。飞山峒（今湖南靖县飞山）人。自称飞山令，不愿臣服楚国马氏，直接归附于后唐王朝，纳贡。后唐分其地为十峒，杨再思以十个儿子分领，自为十峒总首领。其子杨正崖在后汉、后周之间，乘机自立。北宋太平兴国四年（979年），其后人杨蕴附宋。太平兴国五年，杨通宝入贡，被宋太宗任命为诚州刺史。淳化二年（991年），刺史杨正崖复入贡。元丰年间，因杨再思在杨氏宗族中享有威望，被追其为威远侯。南宋淳熙年间，又追封为英惠侯。清代在今湖南靖县城西建有威远侯庙，贵山黎平县城北建有英惠侯祠，侗民多进行祭祀。杨再思後裔楊完者，為元朝名將，陣亡於張士誠兵變。